# Cecilia av Sverige
Den här artikeln handlar om Gustav IV Adolfs dotter Cecilia. För andra svenska prinsessor med namnet Cecilia, se Cecilia av Sverige (olika betydelser)
Cecilia av Sverige, född den 22 juni 1807 på Stockholms slott, död den 27 januari 1844 i Oldenburg, var en svensk prinsessa och kompositör. Hon var yngsta dotter till kung Gustav IV Adolf och drottning Fredrika.
Cecilia tvingades lämna Sverige med den övriga familjen efter faderns avsättning 13 mars 1809. Hon var med sin mor och sina syskon på Haga tills de fick göra fadern sällskap på Gripsholm i juni. Hennes föräldrar och bror avreste till Karlskrona 6 december, och hon och hennes syster följde efter 11 december: den 24 lämnade familjen tillsammans Sverige. Inför avresan från Sverige via Karlskrona berättas att Cecilia befann sig »i ett särdeles stort anseende hos fadern, som tillskrev henne profetisk förmåga. Hon hade förutsagt, att man skulle få vind att segla på söndagen. Konungen förlitade sig därpå, och det slog verkligen in».
Cecilia växte upp hos moderns familj i Bruchsal i Baden. Efter moderns död 1826 bosatte hon sig med sin bror och sin syster Amalia i Wien. Hon gifte sig den 5 maj 1831 i Wien med storhertig August av Oldenburg. Hon hade träffat August 1830, och äktenskapet bestämdes efter en timmes samtal. Hon beskrivs som lugn och värdig och vemodig, och intresserad av vetenskap och konst. Cecilia beskrivs också som musikalisk och hon komponerade dessutom: hon skrev bland annat en egen komposition, hymnen Heil dir, o Oldenburg!. Hon finansierade också staden Oldenburgs första teater år 1833. 
Hennes äktenskap beskrivs som lyckligt, men hon ska aldrig ha lyckats göra sig populär bland allmänheten. Cecilia avled några dagar efter sonen Elimars födelse och begravdes i storhertigfamiljens gravkor i Eutin i Oldenburg. Hennes stoft flyttades till det storhertigliga mausoleet på Sankta Gertruds kyrkogård i Oldenburg sedan detta förfärdigats 1899.
En skola, Ceciliaskolan (grundad 1867), ett torg, en bro och en gata är uppkallade efter henne.
Barn :
- Alexander Friedrich Gustav (16 juni 1834 – 6 juni 1835)
- Nikolaus Friedrich August (15 februari 1836 – 30 april 1837)
- Elimar av Oldenburg (23 januari 1844 – 17 oktober 1895)